# Insidious: Chapter 2
Insidious: Chapter 2 (La noche del demonio: Capítulo 2 en Hispanoamérica, o Insidious: Capítulo 2 en España), es una película de terror, secuela de la película de 2010 Insidious, segunda entrega de la saga Insidious y la cuarta en términos de la cronología. Está dirigida por James Wan, guionizada por Leigh Whannell y protagonizada por Patrick Wilson  y Rose Byrne.
El estreno fue el 13 de septiembre de 2013 en Estados Unidos y el 25 de octubre en España.

## Argumento
En 1986, cuando Josh es un niño, su madre Lorraine llama a Carl, un colega de Elise, y este se comunica con Elise al reconocer que la situación de Josh es tan compleja que hasta él mismo tiene miedo. Elise, filmando todo, habla con Josh y comienza a jugar a frío o caliente tratando de averiguar de dónde procede lo que ha estado acechando a Josh y se da cuenta de que es un espíritu maligno; es entonces cuando Elise suprime con hipnotismo la habilidad de Josh para contactar con el Más Allá.
En 2010, después de los eventos de Insidious, la familia Lambert se muda a la casa de Lorraine. Renai empieza a ver y sentir sucesos extraños al igual que Dalton y Lorraine. Lorraine se pone en contacto con el viejo colega de Elise, Carl, y le pide ayuda ya que siente que no ha terminado la odisea con lo maligno. Lorraine y los ayudantes de Elise, Specks y Tucker, visualizan la grabación de la sesión con Josh de pequeño y se dan cuenta de que el espíritu del Josh adulto busca comunicarse con el pequeño Josh. Carl trata de comunicarse con Elise por medio de dados, y ella los dirige a un hospital en el que anteriormente trabajaba Lorraine. En el hospital sienten la presencia de la mujer en una sala y entran allí. En la habitación, Lorraine hace memoria y cuenta la historia de un hombre, Parker Crane, que estaba en cuidados intensivos por intentar castrarse a sí mismo. Lo vio por última vez en el ascensor, y al comentar a la enfermera que debía estar en la cama y no paseándose por los pasillos, esta le respondió que Parker se había tirado por la ventana la mañana anterior. 
Lorraine, Carl, Specks y Tucker van a la antigua casa de Parker, donde se enteran de que no era Elise la que se comunicaba con ellos sino la madre de Parker, un ser maligno que en vida había abusado de su hijo diciéndole que era una mujer y vistiéndolo como tal. Descubren entonces que Parker era un asesino que mataba mujeres vestido de novia de negro. Al enterarse de esto, Lorraine, Carl y los asistentes de Elise se dirigen a la casa de la familia. Allí Lorraine se lleva lejos a Renai y a los niños, mientras los otros tres planean entrar a hablar con Josh para sedarle. Cuando Josh (Parker) se da cuenta de que Carl sabe quién es, intenta matar a los tres. Consigue dejarlos desmayados, hasta el punto en que Carl acaba en el mundo de los espíritus, aunque vivo. Josh (Parker) engaña a Lorraine y Renai para que vuelvan a la casa haciéndose pasar por Carl.
En ese mismo instante, Carl, en el Más Allá, habla con el verdadero Josh y buscan a Elise para que los ayude, encontrándola en la antigua casa de los Lambert. Elise, vuelve del Paraíso hasta donde estaban ellos, que en realidad era el vestíbulo del Más Allá. Le dice a Josh que tiene que empezar desde el principio, desde que era pequeño. Así el espíritu del Josh adulto va a preguntar al pequeño dónde vive la viuda, pues ya no tiene recuerdos de ella. Cuando el pequeño Josh se lo dice, se desplazan a la casa de la viuda y de Parker y descubren que si es él quién está en el cuerpo de Josh, es porque fue manipulado por su madre tras la muerte, misma que lo había también manipulado en vida para cometer asesinatos, hasta que la mató a ella. Elise libera a Parker de los recuerdos de su madre, liberando a la vez a Josh. Este, por su parte, encuentra en el mundo de los espíritus a su hijo Dalton, quien había viajado hasta ahí para buscarle, y cada uno vuelve a su vida normal, olvidando lo sucedido por medio de una sesión de hipnotismo que realiza Carl.
Luego, Specks y Tucker llegan a una casa, quienes son acompañados por el espíritu de Elise, para examinar a Allison, una chica en silla de ruedas en estado catatónico, que sufrió un accidente y fue reanimada tras un coma, pero por lo visto trajo espíritus consigo. Elise habla con Allison (lo que nos hace pensar que ambas están en el Más Allá), mira lo que se halla tras la chica y, con una mueca de terror, exclama «¡Oh, por Dios!».

## Reparto
- Patrick Wilson  es Josh Lambert.
- Rose Byrne es Renai Lambert.
- Ty Simpkins es Dalton Lambert.
- Lin Shaye es Elise Ranier.
- Barbara Hershey es Lorraine Lambert.
- Steve Coulter es Carl.
- Andrew Astor es Foster Lambert.
- Danielle Bisutti es la madre de Parker Crane.
- Garrett Ryan es Josh Joven.
- Jocelin Donahue es Lorraine Joven.
- Lindsay Seim es Elise Joven.
- Hank Harris es Carl Joven.

## Recepción
La película recibió reseñas mixtas y generalmente positivas por parte de la crítica y de la audiencia. En el portal de internet Rotten Tomatoes, la película posee una aprobación del 39%, basada en 127 reseñas. El consenso crítico del sitio dice «Insidious: Chapter 2 definitivamente se queda corta en cuanto a la tensión y las sorpresas que hicieron a su predecesora tan espeluznante». La página web Metacritic le ha dado a la película una puntuación de 40 sobre 100, basada en 30 reseñas, indicando "críticas mixtas". Los usuarios del sitio web IMDb le han dado una puntuación de 6.6/10, basado en más de 150 700 votos.
Por su parte, lo medios le han otorgado críticas en su mayoría mixtas. Justin Lowe, de The Hollywood Reporter, dijo que "La mediocridad continúa persiguiendo a esta saga, explorando los terrores de la posesión demoníaca." Además, la compara con The Conjuring (también de Wan), concluyendo que "Las muchas similitudes del Chapter 2 con The Conjuring, (...) pueden llevar a preguntarse si está canibalizando su propio material, aunque esta última sea muy superior en términos de la elegancia con la que se ha realizado." A diferencia de Lowe, Scott Foundas, de Variety, se muestra más satisfecho con el nivel de la película, concluyendo que es "Una modesta secuela muy placentera de bajo presupuesto del éxito de 2011 que debería hacer que los fanáticos del género pidieran una tercera parte." En relación con esto último y al futuro de la saga, añade que "No hay razón para dudar de que "Insidious" podría rivalizar con la propia serie "Saw" de Wan por pura longevidad".